# Apipoo Suntornpanavej
Apipoo Suntornpanavej (Thai: อภิภู สุนทรพนาเวศ; * 18. Juli 1986 in Samut Prakan), auch unter dem Namen Bas (Thai: บาส) bekannt, ist ein thailändischer Fußballspieler.

## Karriere

### Verein
Das Fußballspielen erlernte Apipoo Suntornpanavej in der Jugendakademie vom damaligen Erstligisten Osotspa, wo er 2006 auch seinen ersten Vertrag unterschrieb. Bis 2008 spielte er 47 Mal für den Verein. 2009 wechselte er nach Buriram zu Buriram PEA, ebenfalls ein Verein, der in der Thai Premier League spielte. Hier stand er bis 2010 38 Mal auf dem Platz. 2010 unterschrieb er einen Vertrag bei Super Power Samut Prakan FC, wo er bis 2016 aktiv war. Er absolvierte 150 Spiele und schoss dabei 25 Tore. Nach dem Abstieg des Vereins wechselte er 2017 nach Rayong zum dort ansässigen Zweitligisten PTT Rayong FC. 2018 wurde er mit Rayong Meister der zweiten Liga und stieg somit in die erste Liga auf. Für Rayong absolvierte er 66 Erst- und Zweitligaspiele. Nachdem Rayong Ende 2019 bekannt gab, dass sich der Club aus der Liga zurückzieht, wechselte er zum Amateurligisten Dome FC nach Bangkok. Ayutthaya United FC, ein Zweitligist aus Ayutthaya, verpflichtete ihn Anfang Januar 2021. Für Ayutthaya bestritt er fünf Zweitligaspiele. Im Mai 2021 wurde sein Vertrag nicht verlängert. Von Juni 2021 bis Mitte Dezember 2021 war er vertrags- und vereinslos. Am 15. Dezember 2021 unterschrieb er einen Vertrag beim Drittligisten Songkhla FC. Mit dem Verein aus Songkhla spielte er zweimal in der Southern Region der Liga. Im Juni 2023 wechselte er in die zweite Liga, wo er sich dem Bangkoker Verein Kasetsart FC anschloss. Nach vier Ligaspielen wurde sein Vertrag Ende Dezember 2023 nicht verlängert. Im März 2024 schloss er sich in Pathum Thani dem Dome FC an. Mit dem Verein spielte er in der vierten Liga, der Thailand Semi-Pro League. Mit dem Verein spielte er in der Bangkok Metropolitan Region der Liga. Am Ende der Saison feierte er mit dem Verein die Regionalmeisterschaft sowie den Aufstieg in die dritte Liga.

### Nationalmannschaft
2009 bis 2010 spielte er sieben Mal für die thailändische U-23-Nationalmannschaft, wobei er zwei Tore erzielte. Für Thailand spielte er von 2011 bis 2013. Hier lief er 14 Mal auf und erzielte vier Tore. Sein Länderspieldebüt gab er am 11. November 2013 im Rajamangala Stadium in Bangkok im WM-Qualifikationsspiel gegen Saudi-Arabien, das am Ende 0:0 ausging.

## Erfolge

### Verein
PTT Rayong FC
- Thailändischer Zweitligameister: 2018  ▲

Dome FC
- Thailand Semi-Pro League – Bangkok Metropolitan: 2024  ▲

### Nationalmannschaft
Thailand U-23
- Südostasienspiele: 2007